# Marovato (Tsihombe)
Pour les articles homonymes, voir Marovato.
Marovato est une commune urbaine malgache située dans l'extrême partie sud de la région d'Androy.